# 德拉古廷·切尔马克
德拉古廷·切尔马克（羅馬化：Dragutin Čermak，1944年10月12日—2021年10月12日），塞尔维亚男子篮球运动员。他曾代表南斯拉夫国家队参加1968年和1972年夏季奥林匹克运动会篮球比赛，获得一枚银牌。